# 쿨차르 죄죄
쿨차르 죄죄(헝가리어: Kulcsár Győző, 1940년 10월 18일~2018년 9월 19일)는 헝가리의 펜싱 선수, 지도자이다. 1964년, 1968년, 1972년, 1976년 하계 올림픽 에페 개인전 및 단체전에 출전하여 금메달 4개(개인 1개, 단체 3개)와 개인전 동메달 2개를 획득했다. 또한 1970, 1971, 1978년 세 차례 세계 선수권 대회 단체전에서 우승했다.
선수 은퇴 후 헝가리(1980년~1988년, 2001년 이후)와 이탈리아(1988년~2000년)에서 펜싱 코치로 활동했다. 그의 제자로는 너지 티메어, 사스 에메셰, 조카 쿨차르 크리스티안 등이 그의 제자이다.
2018년 9월 19일 향년 77세의 나이로 사망했다.